# Euploea orneus
Euploea orneus är en fjärilsart som beskrevs av Hans Fruhstorfer 1910. Euploea orneus ingår i släktet Euploea och familjen praktfjärilar. Inga underarter finns listade i Catalogue of Life.